# Free Bird
Free Bird — пісня гурту Lynyrd Skynyrd, випущена 1974 року. Вийшла в альбомі (Pronounced 'Lĕh-'nérd 'Skin-'nérd), а також як сингл. Згодом «Free Bird» входила в різні альбоми групи, включаючи необрізану версію, що увійшла до збірки Skynyrd's Innyrds: Their Greatest Hits. Пісня закриває концерти Lynyrd Skynyrd, досягаючи в тривалості до 14 хвилин. 
Це другий сингл групи, який увійшов до Топ-40 Billboard Hot 100, де він посів 19-ту позицію на початку 1975 року. Концертна версія пісні також увійшла в Billboard Hot 100 в 1977 році, зайнявши 38-у позицію. Також композиція посіла 3 місце в списку «100 кращих гітарних соло» журналу Guitar World та 193 позицію в списку 500 найкращих пісень усіх часів за версією журналу Rolling Stone.
Журналіст Amazon.com Лоррі Флемінг назвав «Free Bird» «найбільш затребуваною піснею в історії рок-музики».